# Správní obvod obce s rozšířenou působností Frýdlant nad Ostravicí
Správní obvod obce s rozšířenou působností Frýdlant nad Ostravicí je od 1. ledna 2003 jedním ze čtyř správních obvodů rozšířené působnosti obcí v okrese Frýdek-Místek v Moravskoslezském kraji. Čítá 11 obcí.
Město Frýdlant nad Ostravicí je zároveň obcí s pověřeným obecním úřadem, přičemž oba správní obvody jsou územně totožné.

## Seznam obcí
Poznámka: Města jsou vyznačena tučně.
- Bílá
- Čeladná
- Frýdlant nad Ostravicí
- Janovice
- Kunčice pod Ondřejníkem
- Malenovice
- Metylovice
- Ostravice
- Pržno
- Pstruží
- Staré Hamry

## Obyvatelstvo
| Rok  | Obyv.  | ± %    |
| ---- | ------ | ------ |
| 1869 | 16 920 | —      |
| 1880 | 18 405 | +8,8 % |
| 1890 | 18 536 | +0,7 % |
| 1900 | 18 514 | −0,1 % |
| 1910 | 20 066 | +8,4 % |

| Rok  | Obyv.  | ± %    |
| ---- | ------ | ------ |
| 1921 | 19 547 | −2,6 % |
| 1930 | 21 419 | +9,6 % |
| 1950 | 20 637 | −3,7 % |
| 1961 | 22 067 | +6,9 % |
| 1970 | 21 559 | −2,3 % |

| Rok  | Obyv.  | ± %    |
| ---- | ------ | ------ |
| 1980 | 22 002 | +2,1 % |
| 1991 | 21 626 | −1,7 % |
| 2001 | 22 018 | +1,8 % |
| 2011 | 23 434 | +6,4 % |
| 2021 | 24 832 | +6 %   |